# Louis V của Pháp
Louis V (khoảng năm 967 – 21 tháng 5 năm 987), còn được gọi là Louis le Fainéant, là vua Pháp từ năm 986 đến khi mất sớm. Là con của Lothaire và người vợ là Emma, con gái Lothaire II của Ý, ông là vị quân vương nhà Karolinger cuối cùng. Mặc dù Louis đã đội vương miện vào tháng 6 năm 979 nhưng trên thực tế Louis chỉ nắm quyền từ cái chết của phụ hoàng Lothaire. Louis chết sớm năm 987 khi mới 20 tuổi sau một thời gian tri vì rất ngắn ngủi mà không có con. Sau đó, Hugues Capet sáng lập ra Vương triều Capet trị vì vương quốc Pháp.